# سانتياغو ديل كويادو
بلدية سانتياغو ديل كويادو (بالإسبانية: Santiago del Collado) هي بلدية تقع في مقاطعة آبلة التابعة لمنطقة قشتالة وليون وسط إسبانيا.

## الديموغرافيا
بلغ عدد سكان بلدية سانتياغو ديل كويادو 203 نسمة عام 2011 (وفقاً للمعهد الوطني للإحصاء الإسباني).
| 303 | 286 | 271 | 254 | 240 | 218 | 203 |